# Tb-satsen
Tb-satsen är en matematisk sats som säger att en viss singulär integraloperator, T, är en begränsad operator {\displaystyle T:L^{p}\rightarrow L^{p}} om och endast om man kan definiera T för en vissa funktion {\displaystyle b_{1}} och man kan definiera T:s transponat T* för en viss funktion {\displaystyle b_{2}}. Satsen säger då att man måste testa operatorn T och transponatet T* för endast dessatvå funktioner {\displaystyle b_{1}} och {\displaystyle b_{2}}.
Guy David, Jean-Lin Journé och Stephen Semmes bevisade Tb-satsen 1985.

## Bakgrund
En linjär operator T som opererar på mätbara funktioner i {\displaystyle \mathbb {R} ^{n}} är en integraloperator om det finns en kärna {\displaystyle K:\mathbb {R} ^{n}\times \mathbb {R} ^{n}\rightarrow \mathbb {R} } så att man kan formulera
{\displaystyle Tf(x)=\int K(x,y)f(y)\,dy}
för en funktion f och alla {\displaystyle x\in \mathbb {R} ^{n}}. Tyvärr är ofta den här formeln inte definierad för alla funktioner och inte heller för alla punkter. De här operatorerna kallas singulära. Mer precist, en integraloperator T är en singulär integraloperator om kärnan K inte är definierad inom diagonalen 
{\displaystyle \{(x,y):x=y\}\,}
och Tf(x) är definierad bara när 
{\displaystyle x\notin {\mbox{spt}}(f):={\overline {\{f(u):u\neq 0\}}}\,},
dvs Tf(x) är inte definierad i funktionens f underlag.
Den intressanta frågan är: hur kan vi definiera en singulär integraloperator så att den är en begränsad operator {\displaystyle L^{p}\rightarrow L^{p}} där {\displaystyle L^{p}\,} är {\displaystyle L^{p}}-rummet för {\displaystyle \mathbb {R} ^{n}}?

### Hilberttransform
Till exempel, låt {\displaystyle f\in C_{c}^{\infty }(\mathbb {R} )}, dvs underlaget för f är en kompakt mängd och f är {\displaystyle C^{\infty }}. Definiera
{\displaystyle Hf(x):=\int {\frac {f(y)}{x-y}}\,dy}
för {\displaystyle x\notin {\mbox{spt}}(f)\,}, dvs {\displaystyle H\,} är Hilberttransformen. Då blir kärnan
{\displaystyle K(x,y)={\frac {1}{x-y}}}.
Hilberttransformen är en singulär integraloperator eftersom kärnan har en singulär punkt när {\displaystyle x=y\,}. Man kan också definiera Hilbertransformen för Lp-funktioner eftersom {\displaystyle C_{c}^{\infty }(\mathbb {R} )} är en tät delmängd i {\displaystyle L^{p}(\mathbb {R} )}.
Dessutom, med detta kan man visa att det finns {\displaystyle C_{p}>0\,} så att om {\displaystyle f\in L^{p}} så är 
{\displaystyle \|Hf\|_{p}\leq C_{p}\|f\|_{p}}.
Därför är H en begränsad operator {\displaystyle L^{p}\rightarrow L^{p}}.
Kan man även visa detta för generella singulära integraloperatorer? Tb-satsen förklarar att det går.

## Antaganden
Inom Tb-satsen behövs några antaganden om testfunktionerna {\displaystyle b_{1}} och {\displaystyle b_{2}}, kärnan K och operatoren T.

### Para-akkretivt antagande för testfunktionen
Låt {\displaystyle b:\mathbb {R} ^{n}\rightarrow \mathbb {R} } vara en lokalt integrebar funktion. Man sägar att b är en para-akkretiv funktion om det finns {\displaystyle \delta >0\,} så att
{\displaystyle {\frac {1}{|Q|}}\left|\int _{Q}b\right|\geq \delta }
för alla kuber {\displaystyle Q\subset \mathbb {R} ^{n}} där integralen är Lebesgueintegralen och |Q| är kubens Q:s Lebesguemått.

### Standardvillkor för kärnan
En kärna {\displaystyle K\,} är en Calderón-Zygmund kärna om det uppfyller standardvillkoren:
- Begränsadvillkor: det finns {\displaystyle C>0\,} så att

{\displaystyle |K(x,y)|\leq {\frac {C}{|x-y|^{n}}}}
för alla {\displaystyle x\neq y}.
- Tillväxtvillkor: det finns {\displaystyle C>0\,} och {\displaystyle \alpha >0\,} så att

{\displaystyle |K(x+h,y)-K(x,y)|+|K(x,y+h)-K(x,y)|\leq {\frac {C|h|^{\alpha }}{|x-y|^{n+\alpha }}}}
för alla {\displaystyle |h|<{\frac {1}{2}}|x-y|}.

### Svagt begränsat-villkor för operatorer
Låt {\displaystyle b_{1},b_{2}\in L^{\infty }(\mathbb {R} ^{n})} vara para-akkretiva funktioner. En linjär operator T är {\displaystyle (b_{1},b_{2})\,}-svagt begränsat om det finns {\displaystyle C>0\,} så att
{\displaystyle \left|\int \chi _{Q}b_{2}T(\chi _{Q}b_{1})\right|\leq C|Q|}
för alla kuber {\displaystyle Q\subset \mathbb {R} ^{n}}.

## Begränsad med mellansvängning (rummet BMO)
Man behöver också funktioner som är begränsade med mellansvängning. En lokalt integrebar funktion {\displaystyle f:\mathbb {R} ^{n}\rightarrow \mathbb {R} } är begränsad med mellansvängning (eng. Bounded with Mean Oscillation) om det finns {\displaystyle C>0\,} så att
{\displaystyle {\frac {1}{|Q|}}\int _{Q}\left|f(x)-{\frac {1}{|Q|}}\int _{Q}f\right|dx\leq C}
för alla kuber {\displaystyle Q\subset \mathbb {R} ^{n}}. Om en funktion {\displaystyle f:\mathbb {R} ^{n}\rightarrow \mathbb {R} } är begränsad med mellansvängning skriver man
{\displaystyle f\in {\mbox{BMO}}(\mathbb {R} ^{n}).}

## Tb-satsen
Låt {\displaystyle b_{1},b_{2}\in L^{\infty }(\mathbb {R} ^{n})} vara para-akkretiva funktioner, dessa kallas testfunktioner. Låt {\displaystyle T\,} vara en integraloperator som har en Calderón-Zygmund kärna. Antag att {\displaystyle T\,} är definierad för {\displaystyle b_{1}\,} och dessutom {\displaystyle T\,}:s transponat {\displaystyle T^{*}\,} är definierad för {\displaystyle b_{2}\,}.
Då är {\displaystyle T\,} en begränsad operator {\displaystyle L^{p}\rightarrow L^{p}} om och endast om
- {\displaystyle T\,} är {\displaystyle (b_{1},b_{2})\,}-svagt begränsad,
- {\displaystyle Tb_{1}\in {\mbox{BMO}}(\mathbb {R} ^{n})\,} och
- {\displaystyle T^{*}b_{2}\in {\mbox{BMO}}(\mathbb {R} ^{n})\,.}

## Skiss av bevis
Idén är att första prova Tb-satsen så att vi har en begränsad operator {\displaystyle T:L^{2}\rightarrow L^{2}}. Det här är den kritiska andelen för det här provet. Nämligen, när vi har {\displaystyle T:L^{2}\rightarrow L^{2}} det är lätt att prova {\displaystyle T:L^{p}\rightarrow L^{p}} för fixt {\displaystyle 1<p<\infty \,} eftersom vi kan interpolera med Cotlars olikheten för {\displaystyle 1<p<2\,} och sedan använda dualhetet för {\displaystyle 2<p<\infty }.
Nuförtiden finns många olika bevis för {\displaystyle T:L^{2}\rightarrow L^{2}}. En prov är att vi använder dyadisk kuber:
Om {\displaystyle k\in \mathbb {Z} } så är {\displaystyle Q\subset \mathbb {R} ^{n}} en dyadisk kub med ordning k, om där finns {\displaystyle {\overline {m}}\in \mathbb {Z} ^{n}} så att
{\displaystyle Q=[0,2^{k}[^{n}\,+\,2^{k}{\overline {m}}\,.}
Vi betecknar {\displaystyle {\mathcal {D}}_{k}} av familj av alla dyadisk kuber med ordning k i {\displaystyle \mathbb {R} ^{n}} och 
{\displaystyle {\mathcal {D}}:=\bigcup _{k\in \mathbb {Z} }{\mathcal {D}}_{k}.}
För varje {\displaystyle k\in \mathbb {Z} } dyadiska kuber med ordning k är en stratifiering av {\displaystyle \mathbb {R} ^{n}} och vi har:
{\displaystyle Q,Q'\in {\mathcal {D}}_{k}\quad \Rightarrow \quad Q\cap Q'=\emptyset \quad \lor \quad Q\subset Q'\quad \lor \quad Q'\subset Q.}
Vi har en begränsad operator {\displaystyle T:L^{2}\rightarrow L^{2}} om och endast om vi kan bevisa att
{\displaystyle \|Tf\|_{2}\leq C\|f\|_{2}\,}
för alla {\displaystyle f\in L^{p}}. Eftersom {\displaystyle L^{2}(\mathbb {R} ^{n})} är en Hilbertrummet med inre produkten
{\displaystyle \langle f,g\rangle :=\int _{\mathbb {R} ^{n}}fg}
så man kan använda inom funktionalanalys så att
{\displaystyle \|Tf\|_{2}=\sup\{|\langle g,Tf\rangle |:g\in L^{2},\|g\|_{2}\leq 1\}\,.}
Därför, vi måste använda att
{\displaystyle |\langle g,Tf\rangle |\leq C\|f\|_{2}\|g\|_{2}}
för alla {\displaystyle g\in L^{2}\,} och {\displaystyle \|g\|_{2}\leq 1\,.}
För {\displaystyle k\in \mathbb {Z} } och en para-akkretiv funktion {\displaystyle b:\mathbb {R} ^{n}\rightarrow \mathbb {R} } definiera sannolikhetsteoretiska begrepper "väntevärder" och "spridninger":
- k-väntevärde: {\displaystyle \mathbb {E} _{k}f:=\sum _{Q\in {\mathcal {D}}_{k}}\left({\frac {1}{|Q|}}\int _{Q}f\right)\chi _{Q}}
- k-spridning: {\displaystyle \mathbb {D} _{k}f:=\mathbb {E} _{k-1}f-\mathbb {E} _{k}f}
- b-viktad k-väntevärde: {\displaystyle \mathbb {E} _{k}^{b}f:=b{\frac {\mathbb {E} _{k}f}{\mathbb {E} _{k}b}}}
- b-viktad k-spridning: {\displaystyle \mathbb {D} _{k}^{b}f:=\mathbb {E} _{k-1}^{b}f-\mathbb {E} _{k}^{b}f}

Med Carlesons inbäddningsats vi kan visa att
{\displaystyle f=\sum _{k\in \mathbb {Z} }\mathbb {D} _{k}^{b}f}
för {\displaystyle f\in L^{2}\,} med konvergens vid {\displaystyle L^{2}}-norm. Med svagt begränsat-villkor och standardvillkor man kan visa att för {\displaystyle g\in L^{2}\,} med {\displaystyle \|g\|_{2}\leq 1\,} vi har
{\displaystyle |\langle g,Tf\rangle |=\left|\sum _{k\in \mathbb {Z} }\langle g,[(\mathbb {E} _{k}^{b_{2}})^{*}T\mathbb {D} _{k}^{b_{1}}+(\mathbb {D} _{k}^{b_{2}})^{*}T\mathbb {E} _{k}^{b_{1}}+(\mathbb {D} _{k}^{b_{2}})^{*}T\mathbb {D} _{k}^{b_{1}}]f\rangle \right|.}
Å andra sidan för en para-akkretiv funktion b, en dyadisk kub {\displaystyle Q\in {\mathcal {D}}_{k}},  {\displaystyle Q=\bigcup _{u=1}^{2^{n}}Q_{u}}, var {\displaystyle Q_{u}\in {\mathcal {D}}_{k-1}}, och {\displaystyle 1\leq u\leq 2^{n}} definirar vi en Haarfunktion {\displaystyle \varphi _{Q,u}^{b}:\mathbb {R} ^{n}\rightarrow \mathbb {R} } så att
{\displaystyle \phi _{Q,u}^{b}(x):={\sqrt {\frac {\int _{Q_{u}}b\int _{\cup _{p=u+1}^{2^{n}}Q_{p}}b}{\int _{\cup _{p=u}^{2^{n}}Q_{p}}b}}}\left({\frac {\chi _{Q_{u}}(x)}{\int _{Q_{u}}b}}-{\frac {\chi _{\cup _{p=u}^{2^{n}}Q_{p}}(x)}{\int _{\cup _{p=u}^{2^{n}}Q_{p}}b}}\right)}
- Med Haarfunktioner man kan använda b-viktad k-väntevärder och -spridningar så att man har:

{\displaystyle \left|\sum _{k\in \mathbb {Z} }\langle \mathbb {D} _{k}^{b_{2}}g,T\mathbb {D} _{k}^{b_{1}}f\rangle \right|\leq C_{3}\|f\|_{2}\|g\|_{2}.}
- Med BMO-rummets tillämpningar, paraprodukter, Carlesons inbäddningsats och liten dyadisk analys man har:

{\displaystyle \left|\sum _{k\in \mathbb {Z} }\langle \mathbb {E} _{k}^{b_{2}}g,T\mathbb {D} _{k}^{b_{1}}f\rangle \right|\leq C_{1}\|f\|_{2}\|g\|_{2}.}
- Förra är symmetrisk med {\displaystyle \langle \mathbb {D} _{k}^{b_{2}}g,T\mathbb {E} _{k}^{b_{1}}f\rangle }, dvs man har:

{\displaystyle \left|\sum _{k\in \mathbb {Z} }\langle \mathbb {D} _{k}^{b_{2}}g,T\mathbb {E} _{k}^{b_{1}}f\rangle \right|\leq C_{2}\|f\|_{2}\|g\|_{2}.}
Därför vi har med triangelolikheten att
{\displaystyle |\langle g,Tf\rangle |\leq \max\{C_{1},C_{2},C_{3}\}\|f\|_{2}\|g\|_{2}},
dvs Tb-satsen.

## Tillämpningar
- Hilberttransformen {\displaystyle Hf\,,}

{\displaystyle Hf(x)=\int {\frac {f(y)}{x-y}}\,dy} ,
är en begränsad operator {\displaystyle L^{p}\rightarrow L^{p}} eftersom man kan testa Hilbertransformen med para-akkretiva testfunktioner
{\displaystyle b_{1}=b_{2}=1\,.}
- Cauchytransformen {\displaystyle {\mathcal {C}}_{\Gamma }f\,,}

{\displaystyle {\mathcal {C}}_{\Gamma }f(x):=\int {\frac {f(y)}{x-y-i(\Gamma (x)-\Gamma (y))}}\,dy},
är en begränsad operator {\displaystyle L^{p}\rightarrow L^{p}} eftersom man kan testa Cauchytransformen med para-akkretiva testfunktioner
{\displaystyle b_{1}=b_{2}=1+i\Gamma '\,.}
Här {\displaystyle \Gamma :\mathbb {R} \rightarrow \mathbb {R} \,} är en Lipschitzfunktion vilket ger att derivatan {\displaystyle \Gamma '\,} finns nästan överallt. 